# Verona Calcio Femminile 1997-1998
Questa voce raccoglie le informazioni riguardanti la Verona Calcio Femminile nelle competizioni ufficiali della stagione 1997-1998.

## Rosa
Aggiornata all'inizio del campionato.
| N. |                   | Ruolo | Calciatore              |
| -- | ----------------- | ----- | ----------------------- |
|    | Italia (bandiera) | P     | Consuelo Bressan        |
|    | Italia (bandiera) | D     | Valeria Castagna        |
|    | Italia (bandiera) | D     | Greta Floriduz          |
|    | Italia (bandiera) | D     | Alessandra Lezzi        |
|    | Italia (bandiera) | D     | Maria Cristina Marsotto |
|    | Italia (bandiera) | D     | Michela Panato          |
|    | Italia (bandiera) | D     | Maria Grazia Pegoraro   |
|    | Italia (bandiera) | D     | Angie Villa             |

| N. |                   | Ruolo | Calciatore          |
| -- | ----------------- | ----- | ------------------- |
|    | Italia (bandiera) | C     | Katiuscia Campana   |
|    | Italia (bandiera) | C     | Eleonora De Rossi   |
|    | Italia (bandiera) | C     | Beatrice De Stefano |
|    | Italia (bandiera) | C     | Graziella Grasso    |
|    | Russia (bandiera) | A     | Elena Antonova      |
|    | Italia (bandiera) | A     | Francesca Boschi    |
|    | Italia (bandiera) | A     | Deborah Pelle       |